# 이웃집 여인
《이웃집 여인》(La Femme D'A Cote, The Woman Next Door)은 프랑스에서 제작된 프랑수아 트뤼포 감독의 1981년 드라마, 멜로/로맨스 영화이다. 제라르 드빠르디유 등이 주연으로 출연하였고 프랑수아 트뤼포 등이 제작에 참여하였다.

## 출연

### 주연
- 제라르 드빠르디유

### 조연
- 화니 아르당
- 앙리 가르생
- 로저 반 훌
- 베로니크 실버

## 기타
- 미술: 장-피에르 코후-스벨코
- 의상: 미셀 세프